# 14
Évszázadok: i. e. 1. század – 1. század – 2. század
Évtizedek: i. e. 30-as évek – i. e. 20-as évek – i. e. 10-es évek – i. e. 1-es évek – 1-es évek – 10-es évek – 20-as évek – 30-as évek – 40-es évek – 50-es évek – 60-as évek
Évek: 9 – 10 – 11 – 12 –  13 – 14 – 15 – 16 – 17 – 18 – 19

## Események

### Római Birodalom
- Sextus Pompeiust és Sextus Appuleiust választják consulnak.
- Augustus császár harmadik censusán 4 973 000 római polgárt számlálnak össze.
- Augusztus 19. – 75 éves korában és 41 év uralkodás után meghal Augustus, a birodalom első császára. Halála után istennek nyilvánítják.
- Szeptember 19. - a szenátus Tiberiust ruházza fel a princeps (császár) címmel és élethossziglani imperiumot (uralkodási jogot) szavaz meg neki. Az 55 éves Tiberius látszólag vonakodva fogadja a megtiszteltetést és visszautasítja az Imperator, Augustus és Pater Patriae (haza atyja) címeket.
- Őrei meggyilkolják Augustus utolsó vér szerinti férfi leszármazottját, a száműzött Agrippa Postumust. Tiberius tagadja hogy a kivégzésre ő adott volna parancsot. Ismeretlen körülmények között meghal Augustus lánya, Iulia is.
- A rajnai és pannóniai légiók fellázadnak, miután nem kapják meg az Augustus által megígért extra zsoldot. Lecsillapításukra Germanicust küldik, aki hadizsákmányt ígérve germániai hadjáratra viszi őket. Ebben az évben a marsusokra támadnak rá (akik tagjai voltak a teutoburgi mészárlás koalíciójának) és válogatás nélkül legyilkolják őket, falvaikat kifosztják.
- A lázadó pannóniai légió kifosztja Nauportus (a mai szlovéniai Vrhnika) városát. Tiberius fia, Drusus egy holdfogyatkozásra hivatkozva eléri, hogy a katonák elismerik Tiberius isteni támogatását és felveszik a szolgálatot.
- Megalapítják Emona városát (a mai Ljubljana).

### Kína
- A természeti katasztrófák miatt éhínség pusztít Kínában, sokan kannibalizmusra fanyalodnak. Az addig a trónbitorló Vang Mang pártján álló parasztság elveszti annak isteni támogatásában való hitét.

## Születések
- Lucius Caecilius Iucundus, római bankár
- Márk evangélista, Jézus Krisztus egyik tanítványa

## Halálozások
- Augustus, római császár
- Agrippa Postumus, Augustus unokája
- Iulia Caesaris, Augustus lánya
- Paullus Fabius Maximus, római politikus

## Fordítás
- Ez a szócikk részben vagy egészben  a(z)   14 című német Wikipédia-szócikk ezen változatának fordításán alapul.  Az eredeti cikk szerkesztőit annak laptörténete sorolja fel. Ez a jelzés csupán a megfogalmazás eredetét és a szerzői jogokat jelzi, nem szolgál a cikkben szereplő információk forrásmegjelöléseként.